# Kałuszyn (gromada)
Kałuszyn – dawna gromada, czyli najmniejsza jednostka podziału terytorialnego Polskiej Rzeczypospolitej Ludowej w latach 1954–1972.
Gromady, z gromadzkimi radami narodowymi (GRN) jako organami władzy najniższego stopnia na wsi, funkcjonowały od reformy reorganizującej administrację wiejską przeprowadzonej jesienią 1954 do momentu ich zniesienia z dniem 1 stycznia 1973, tym samym wypierając organizację gminną w latach 1954–1972.
Gromadę Kałuszyn z siedzibą GRN w mieście Kałuszynie (nie wchodzącym w jej skład) utworzono – jako jedną z 8759 gromad na obszarze Polski – w powiecie mińskim w woj. warszawskim, na mocy uchwały nr VI/10/7/54 WRN w Warszawie z dnia 5 października 1954. W skład jednostki weszły obszary dotychczasowych gromad Falbogi, Kazimierzów, Milew, Mroczki, Olszewice, Patok, Ryczołek, Szymony i Wity ze zniesionej gminy Chrościce w powiecie mińskim, obszary dotychczasowych gromad Budy Przytockie i Marianka ze zniesionej gminy Jakubów w powiecie mińskim oraz kolonia Mroczki z dotychczasowej gromady Leśnogóra ze zniesionej gminy Grębków w powiecie węgrowskim (woj. warszawskie). Dla gromady ustalono 18 członków gromadzkiej rady narodowej.
31 grudnia 1959 do gromady Kałuszyn przyłączono obszar zniesionej gromady Kluki (bez wsi Garczyn Duży i Żebrówka oraz kolonii Majdan i Stary Dwór), a także wsie Leonów i Przytoka ze znoszonej gromady Jędrzejów Nowy w tymże powiecie.
1 stycznia 1969 do gromady Kałuszyn włączono obszar zniesionej gromady Groszki Nowe (bez wsi   Ryczyca) w tymże powiecie.
Gromada przetrwała do końca 1972 roku, czyli do kolejnej reformy gminnej. 1 stycznia 1973 w powiecie mińskim reaktywowano gminę Kałuszyn.